# Eiting
Eiting ist ein Gemeindeteil der Gemeinde Engelsberg im oberbayerischen Landkreis Traunstein.

## Geografie
Der Ort liegt im nördlichen Chiemgau, etwa einen Kilometer nordwestlich des historischen Ortskernes von Engelsberg auf einer Höhe von 487 m ü. NHN.

## Geschichte
Das Dorf wurde 1818 durch das bayerische Gemeindeedikt Sitz der Landgemeinde Eiting, die 33 kleinere Orte, unter ihnen die Weiler Bennoberg, Gatterhub, Ottenthal und Stetten umfasste. Im Zuge der Gebietsreform in Bayern wurde Eiting zusammen mit Maisenberg, welche früher beide zum Landkreis Mühldorf am Inn gehörten, am 1. Juli 1972 nach Engelsberg eingemeindet. Bis heute ist der Ort überwiegend landwirtschaftlich geprägt und hat sich im Gebäudebestand kaum vergrößert.

## Sehenswürdigkeiten
- 1990 transferiertes ehemaliges Bauernhaus aus Hainham, Gemeinde Obing
- Monumentale Eiche